# Saint-Georges-d'Elle
Pour les articles homonymes, voir Saint-Georges, Saint Georges (homonymie) et Georges.
Saint-Georges-d'Elle est une commune française, située dans le département de la Manche en région Normandie, peuplée de 378 habitants.

## Géographie
La commune est à l'est du pays saint-lois. Son bourg est à 8 km au sud-est de Saint-Clair-sur-l'Elle, à 11 km à l'est de Saint-Lô, à 13 km à l'ouest de Balleroy et à 15 km au nord de Torigni-sur-Vire.
| Couvains                                        | Cerisy-la-Forêt                  | Cerisy-la-Forêt |
| Saint-André-de-l'Épine                          | Saint-Georges-d'Elle             | Bérigny         |
| Saint-André-de-l'Épine, Saint-Pierre-de-Semilly | Saint-Pierre-de-Semilly, Bérigny | Bérigny         |

### Hydrographie
La commune est située dans le bassin Seine-Normandie. Elle est drainée par l'Elle, le ruisseau de Branche, le cours d'eau 01 de la commune de Saint-Georges-d'Elle, le cours d'eau 01 du Pont d'Israël et le cours d'eau 06 de la Butte,,.
L'Elle, d'une longueur de 32 km, prend sa source dans la commune de Saint-Germain-d'Elle et se jette  dans la Vire à Isigny-sur-Mer, après avoir traversé onze communes. 

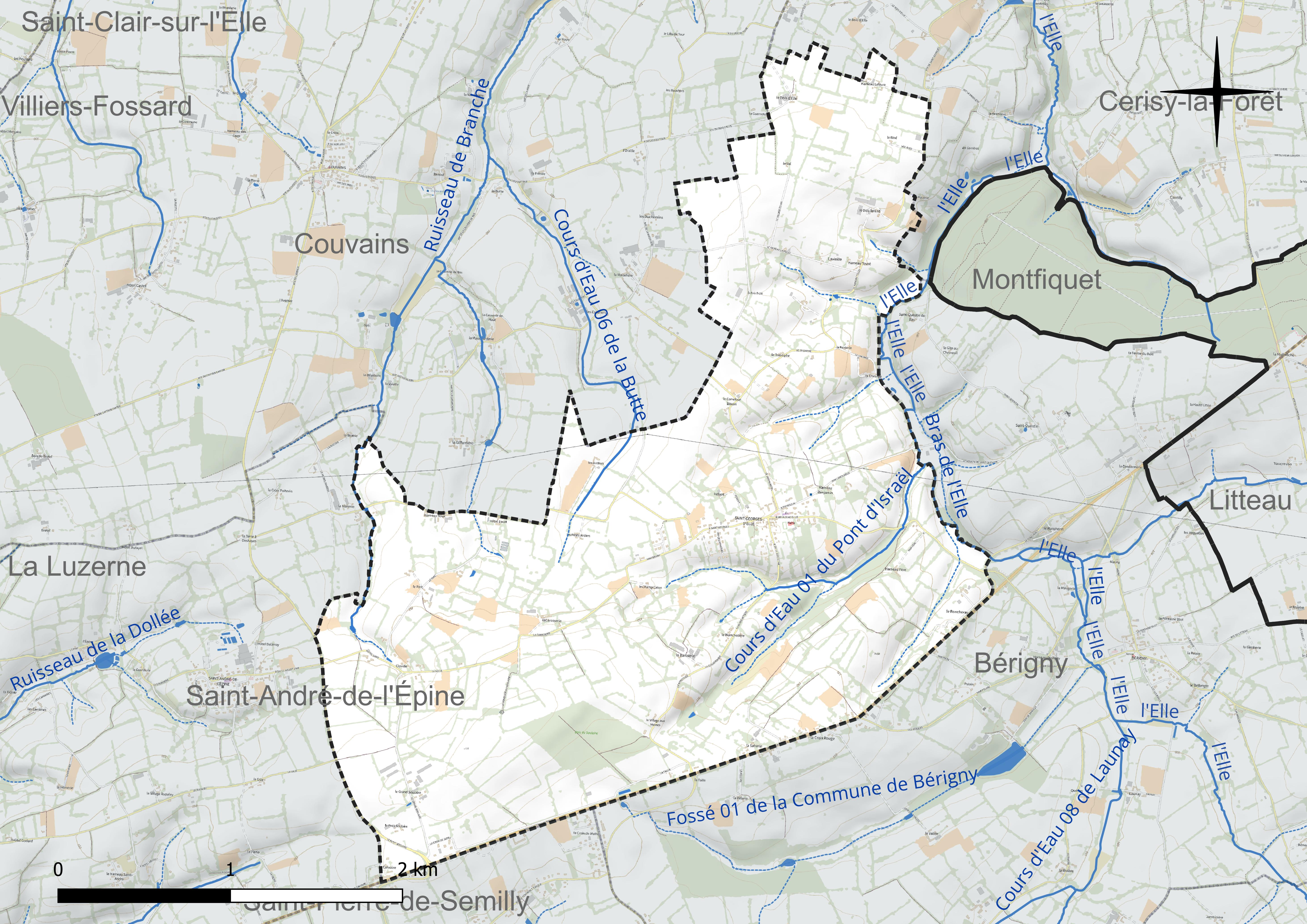
Réseau hydrographique de Saint-Georges-d'Elle.

### Climat
Pour des articles plus généraux, voir Climat de la Normandie et Climat de la Manche.
En 2010, le climat de la commune est de type climat océanique franc, selon une étude du CNRS s'appuyant sur une série de données couvrant la période 1971-2000. En 2020, Météo-France publie une typologie des climats de la France métropolitaine dans laquelle la commune est exposée à un climat océanique et est dans la région climatique  Normandie (Cotentin, Orne), caractérisée par une pluviométrie relativement élevée (850 mm/a) et un été frais (15,5 °C) et venté. Parallèlement le GIEC normand, un groupe régional d’experts sur le climat, différencie quant à lui, dans une étude de 2020, trois grands types de climats pour la région Normandie, nuancés à une échelle plus fine par les facteurs géographiques locaux. La commune est, selon ce zonage, exposée à un « climat contrasté des collines », correspondant au Bocage normand, bien arrosé, voire très arrosé sur les reliefs les plus exposés au flux d’ouest, et frais en raison de l’altitude.
Pour la période 1971-2000, la température annuelle moyenne est de 10,4 °C, avec une amplitude thermique annuelle de 12 °C. Le cumul annuel moyen de précipitations est de 943 mm, avec 13,9 jours de précipitations en janvier et 8,4 jours en juillet. Pour la période 1991-2020, la température moyenne annuelle observée sur la station météorologique la plus proche, située sur la commune de Balleroy-sur-Drôme à 10 km à vol d'oiseau, est de 11,2 °C et le cumul annuel moyen de précipitations est de 924,3 mm,. Pour l'avenir, les paramètres climatiques de la commune estimés pour 2050 selon différents scénarios d’émission de gaz à effet de serre sont consultables sur un site dédié publié par Météo-France en novembre 2022.

## Urbanisme

### Typologie
Au 1er janvier 2024, Saint-Georges-d'Elle est catégorisée commune rurale à habitat dispersé, selon la nouvelle grille communale de densité à sept niveaux définie par l'Insee en 2022.
Elle est située hors unité urbaine. Par ailleurs la commune fait partie de l'aire d'attraction de Saint-Lô, dont elle est une commune de la couronne,. Cette aire, qui regroupe 63 communes, est catégorisée dans les aires de 50 000 à moins de 200 000 habitants,.

### Occupation des sols
L'occupation des sols de la commune, telle qu'elle ressort de la base de données européenne d’occupation biophysique des sols Corine Land Cover (CLC), est marquée par l'importance des territoires agricoles (97,2 % en 2018), une proportion identique à celle de 1990 (97,2 %). La répartition détaillée en 2018 est la suivante : prairies (71,8 %), terres arables (22,5 %), zones agricoles hétérogènes (2,9 %), zones urbanisées (2,8 %). L'évolution de l’occupation des sols de la commune et de ses infrastructures peut être observée sur les différentes représentations cartographiques du territoire : la carte de Cassini (XVIIIe siècle), la carte d'état-major (1820-1866) et les cartes ou photos aériennes de l'IGN pour la période actuelle (1950 à aujourd'hui).

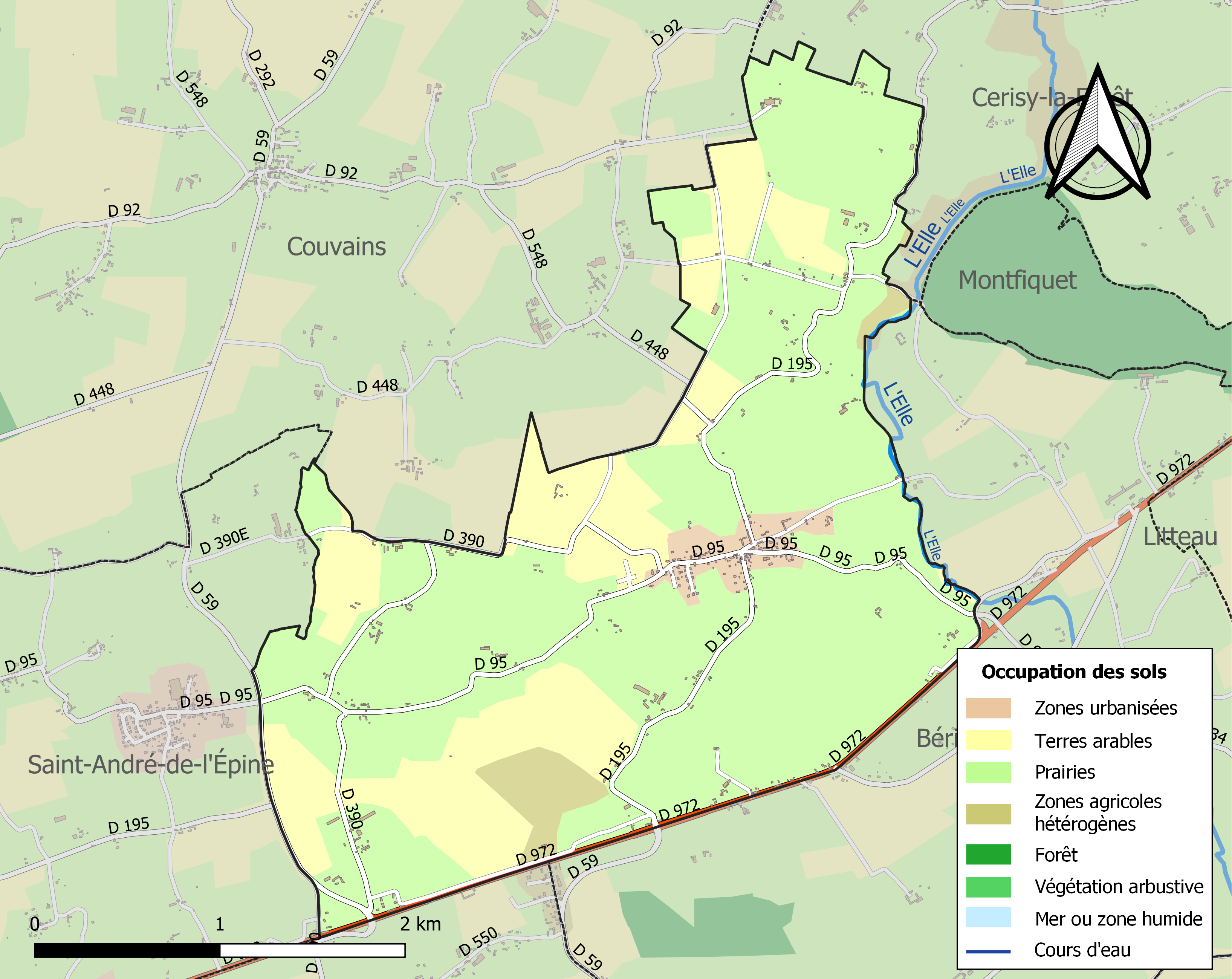
Carte des infrastructures et de l'occupation des sols de la commune en 2018 (CLC).

## Toponymie
Le nom de la localité est attesté sous les formes Sanctus Georgius en 1303 et Saint Jore du Boys d'Elle en 1362.
La paroisse était dédiée à Georges de Lydda, martyr du IVe siècle.
L'Elle borde le territoire.
Le gentilé est Saint-Georgeois.

## Histoire
En juin 1944, le village fut l'objet de combats acharnés et fut tour à tour pris et repris par les Alliés et les Allemands.

## Politique et administration
| Période                                  | Période  | Identité             | Étiquette | Qualité             |
| ---------------------------------------- | -------- | -------------------- | --------- | ------------------- |
| 1945                                     | 1947     | Philippe Dhérouville |           |                     |
| 1947                                     | 1954     | Albert Hervieu       |           |                     |
| 1954                                     | 1965     | Charles Lescalier    |           |                     |
| 1965                                     | 2003     | Gérard Beausire      | SE        | Agriculteur         |
| 2003                                     | mai 2020 | Michel Thomine       | SE        | Employé de La Poste |
| mai 2020                                 | En cours | Nicolas Tostain      | SE        | Agriculteur         |
| Les données manquantes sont à compléter. |          |                      |           |                     |

Le conseil municipal est composé de onze membres dont le maire et trois adjoints.

## Démographie
L'évolution du nombre d'habitants est connue à travers les recensements de la population effectués dans la commune depuis 1793. Pour les communes de moins de 10 000 habitants, une enquête de recensement portant sur toute la population est réalisée tous les cinq ans, les populations de référence des années intermédiaires étant quant à elles estimées par interpolation ou extrapolation. Pour la commune, le premier recensement exhaustif entrant dans le cadre du nouveau dispositif a été réalisé en 2005.
En 2022, la commune comptait 378 habitants, en évolution de −5,97 % par rapport à 2016 (Manche : −0,31 %, France hors Mayotte : +2,11 %).
Saint-Georges-d'Elle a compté jusqu'à 956 habitants en 1821.
| 1793 | 1800 | 1806 | 1821 | 1831 | 1836 | 1841 | 1846 | 1851 |
| ---- | ---- | ---- | ---- | ---- | ---- | ---- | ---- | ---- |
| 828  | 822  | 935  | 956  | 902  | 804  | 800  | 850  | 807  |

| 1856 | 1861 | 1866 | 1872 | 1876 | 1881 | 1886 | 1891 | 1896 |
| ---- | ---- | ---- | ---- | ---- | ---- | ---- | ---- | ---- |
| 720  | 702  | 690  | 648  | 666  | 638  | 610  | 576  | 564  |

| 1901 | 1906 | 1911 | 1921 | 1926 | 1931 | 1936 | 1946 | 1954 |
| ---- | ---- | ---- | ---- | ---- | ---- | ---- | ---- | ---- |
| 557  | 502  | 492  | 418  | 393  | 369  | 385  | 268  | 305  |

| 1962 | 1968 | 1975 | 1982 | 1990 | 1999 | 2005 | 2006 | 2010 |
| ---- | ---- | ---- | ---- | ---- | ---- | ---- | ---- | ---- |
| 322  | 296  | 252  | 319  | 375  | 365  | 374  | 377  | 384  |

| 2015 | 2020 | 2022 | - | - | - | - | - | - |
| ---- | ---- | ---- | - | - | - | - | - | - |
| 397  | 385  | 378  | - | - | - | - | - | - |

## Lieux et monuments

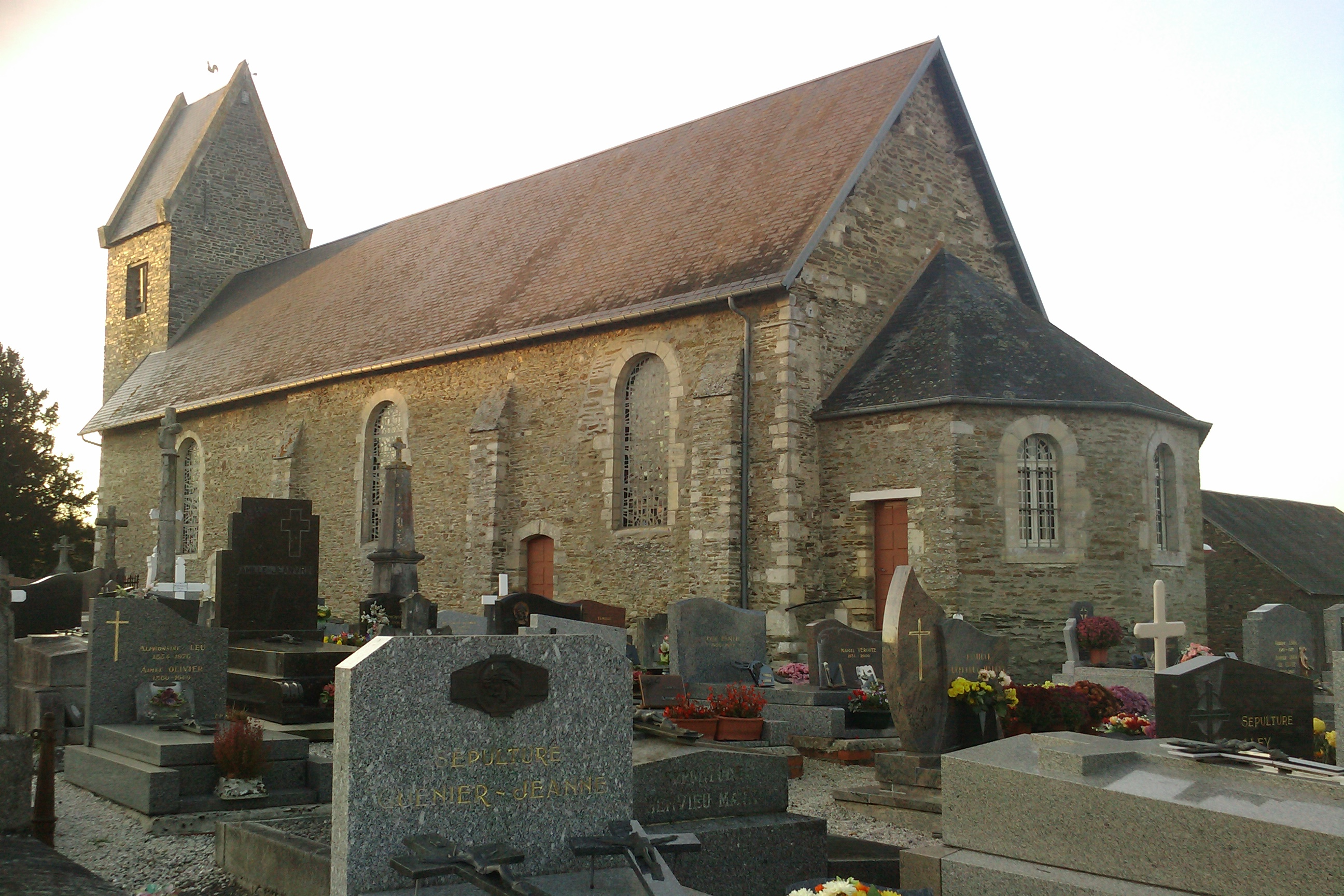
L'église Saint-Georges.

- Église Saint-Georges (XVIIe – XXe siècles, Reconstruction en 1952). Elle abrite une Vierge à l'Enfant du XIVe classée en 1983 au titre objet aux monuments historiques[31], ainsi que deux peintures a fresco du XXe :  Notre-Dame de Lourdes et  Le Sauveur par Robert Raoul André Guinard (1896-1989) et par son épouse Marcelle Delcour-Guinard (1896-1978), une statue de Jeanne d'Arc[32], un bas-relief du XIXe, des fonts baptismaux du XVIIIe[23].
- Croix XVIe siècle et if funéraire du cimetière.
- Grotte de Lourdes et calvaire du XIXe siècle.
- Oratoire.
- Monument en hommage à la 2e division d'infanterie américaine Indian Head, libératrice de la commune.
- Sculpture moderne en granit d'Abedo Abelos Cussi érigée en juin 2000.
- Côte 192, panorama.

## Heraldique
| Blason de Saint-Georges-d'Elle | Blason  | Tiercé en pairle renversé : au 1 d'azur à la tête de chef indien d'argent, au 2 de gueules à deux léopards d'or armés et lampassés d'azur l'un au-dessus de l'autre, au 3 de sinople à saint Georges à cheval d'argent transperçant de sa lance un dragon d'or, brochant sur une trangle ondée d'argent en pointe. |
| Blason de Saint-Georges-d'Elle | Détails | L'image de saint Georges évoque le nom de la commune. Les deux léopards d'or rappellent les armoiries de la Normandie. Créé par JF Binon. Page Facebook du Comité d'Animations de la commune, 2025. |